# Groupe de NGC 4007
Le groupe de NGC 4007 comprend au moins cinq galaxies situées dans les constellations du  Lion et de  la Chevelure de Bérénice, six en comptant les deux galaxies de la paire NGC 4015. La distance moyenne entre ce groupe et la Voie lactée est d'environ 70,7 Mpc (∼231 millions d'al). 

## Membres
Le tableau ci-dessous liste les cinq galaxies qui sont indiquées dans l'article d'Abraham Mahtessian publié en 1998. 
Quatre des galaxies de ce groupe sont placées dans deux autres groupes par A.M. Garcia, NGC 3987, NGC 4007, NGC 4022 dans le groupe de NGC 3987 et NGC 3997 dans le groupe de NGC 3997.
| Nom                                    | Constellation         | Classification | Type           | α (J2000.0)    | δ (J2000.0)   | Vitesse radiale (km/s) | Magnitude apparente | Distance (Mpc) | Diamètre (kal) |
| -------------------------------------- | --------------------- | -------------- | -------------- | -------------- | ------------- | ---------------------- | ------------------- | -------------- | -------------- |
| NGC 3987                               | Lion                  | Sb             | Spirale        | 11h 57m 20.9s  | 25° 11′ 43″   | 4502 ± 5               | 12,9                | 70,9 ± 5,0     | 169            |
| NGC 3997                               | Lion                  | SBb pec        | Spirale barrée | 11h 57m 48.2s  | 25° 16′ 14″   | 4771 ± 5               | 13,5                | 74,9 ± 5,3     | 125            |
| NGC 4007                               | Lion                  | Sb             | Spirale        | 11h 58m 10.1s  | 25° 07′ 20″   | 4453 ± 2               | 13,1                | 70,2 ± 4,9     | 89             |
| NGC 4015 (PGC 37702 ou NGC 4015 NED01) | Chevelure de Bérénice | E/S0           | Lenticulaire   | 11h 58m 42.62s | 25° 02′ 12.3″ | 4341 ± 30              | 12,8                | 68,6 ± 4,8     | 107            |
| PGC 37703 (ou NGC 4015 NED02)          | Chevelure de Bérénice | S?             | Spirale        | 11h 58m 43.12s | 25° 02′ 35.2″ | 4341 ± 30              | 12,8                | 68,7 ± 4,8     | 57             |
| NGC 4022                               | Chevelure de Bérénice | SAB0^0?        | Lenticulaire   | 11h 59m 01.0s  | 25° 13′ 22″   | 4340 ± 27              | 13,0                | 68,7 ± 4,8     | 89             |

Le site DeepskyLog permet de trouver aisément les constellations des galaxies mentionnées dans ce tableau ou si elles ne s'y trouvent pas, l'outil du site constellation permet de le faire à l'aide des coordonnées de la galaxie. Sauf indication contraire, les données proviennent du site NASA/IPAC.